# 圣尼各老门
43°45′52.70″N 11°15′52.16″E / 43.7646389°N 11.2644889°E

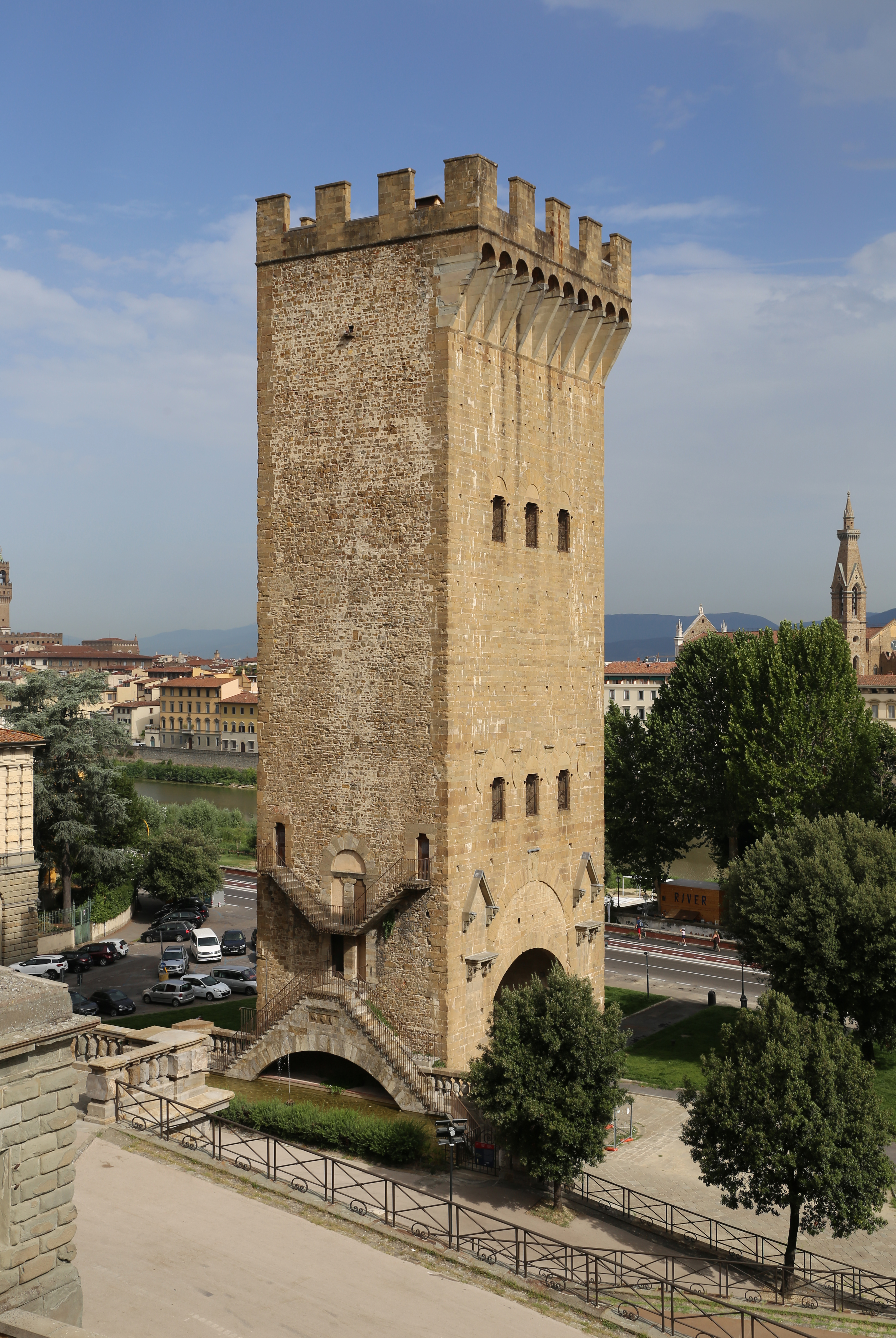
圣尼科洛门

圣尼各老门（Porta San Niccolò），位于意大利佛罗伦萨阿诺河南岸奥特拉诺区的朱塞佩·波吉广场（Piazza Giuseppe Poggi），原为佛罗伦萨城墙的一部分。由于它现在为一孤立的高耸建筑，故又名圣尼各老塔（Torre San Niccolò）。在历史上，它与对岸的铸币厂塔同为佛罗伦萨东部防御的重点。
圣尼各老门得名于附近的14世纪教堂奥特拉诺圣尼各老堂（Chiesa di San Niccolò Oltrarno）。
从这里向上，经过由建筑师朱塞佩·波吉（Giuseppe Poggi）设计的“波吉斜坡”（Rampe del Poggi），可到达高处的米开朗琪罗广场。

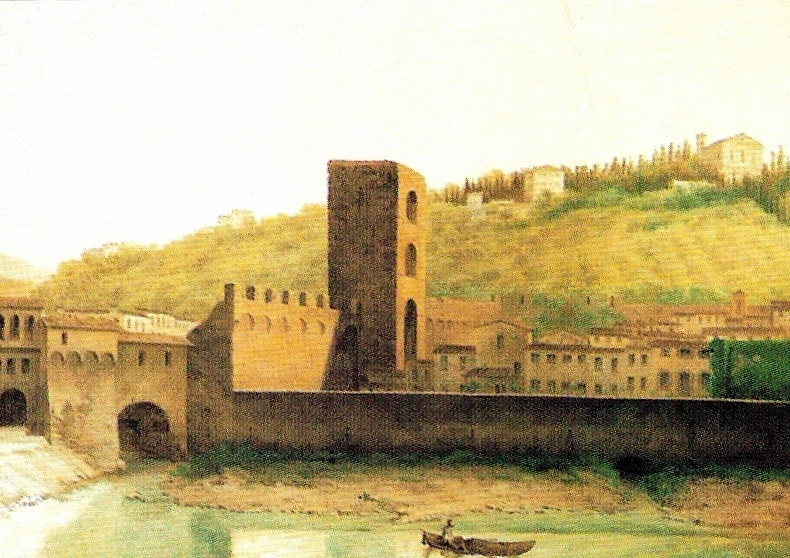
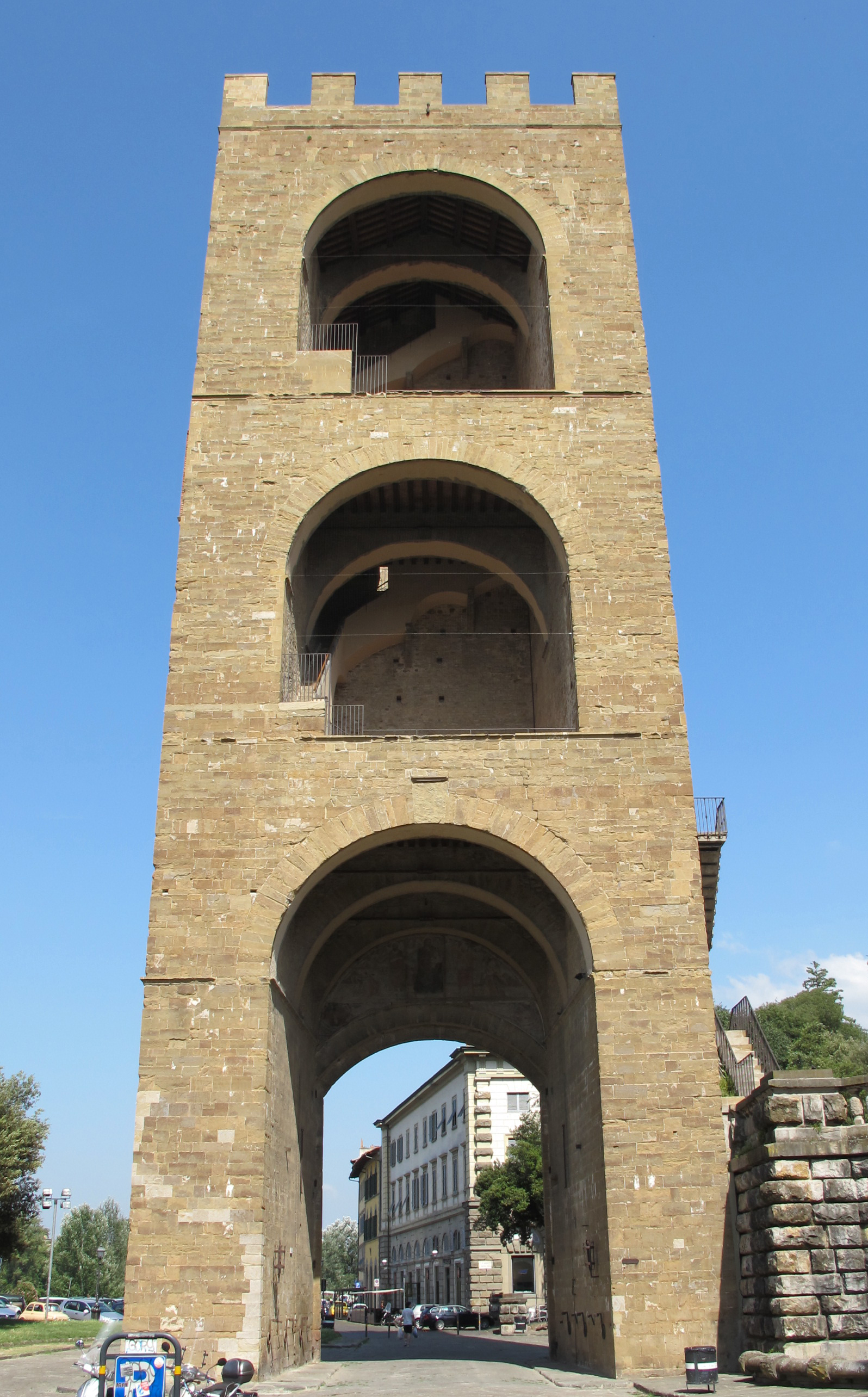
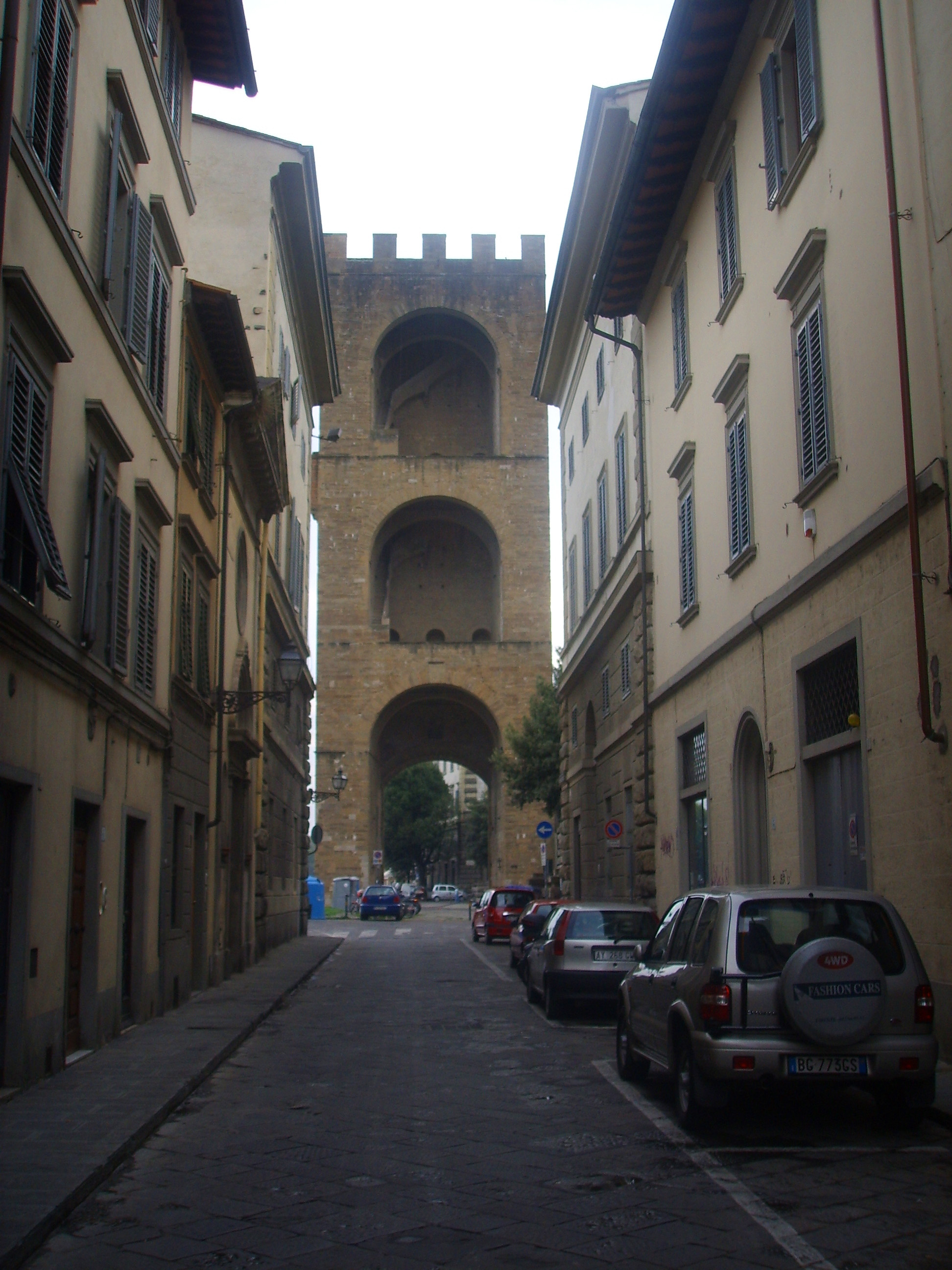
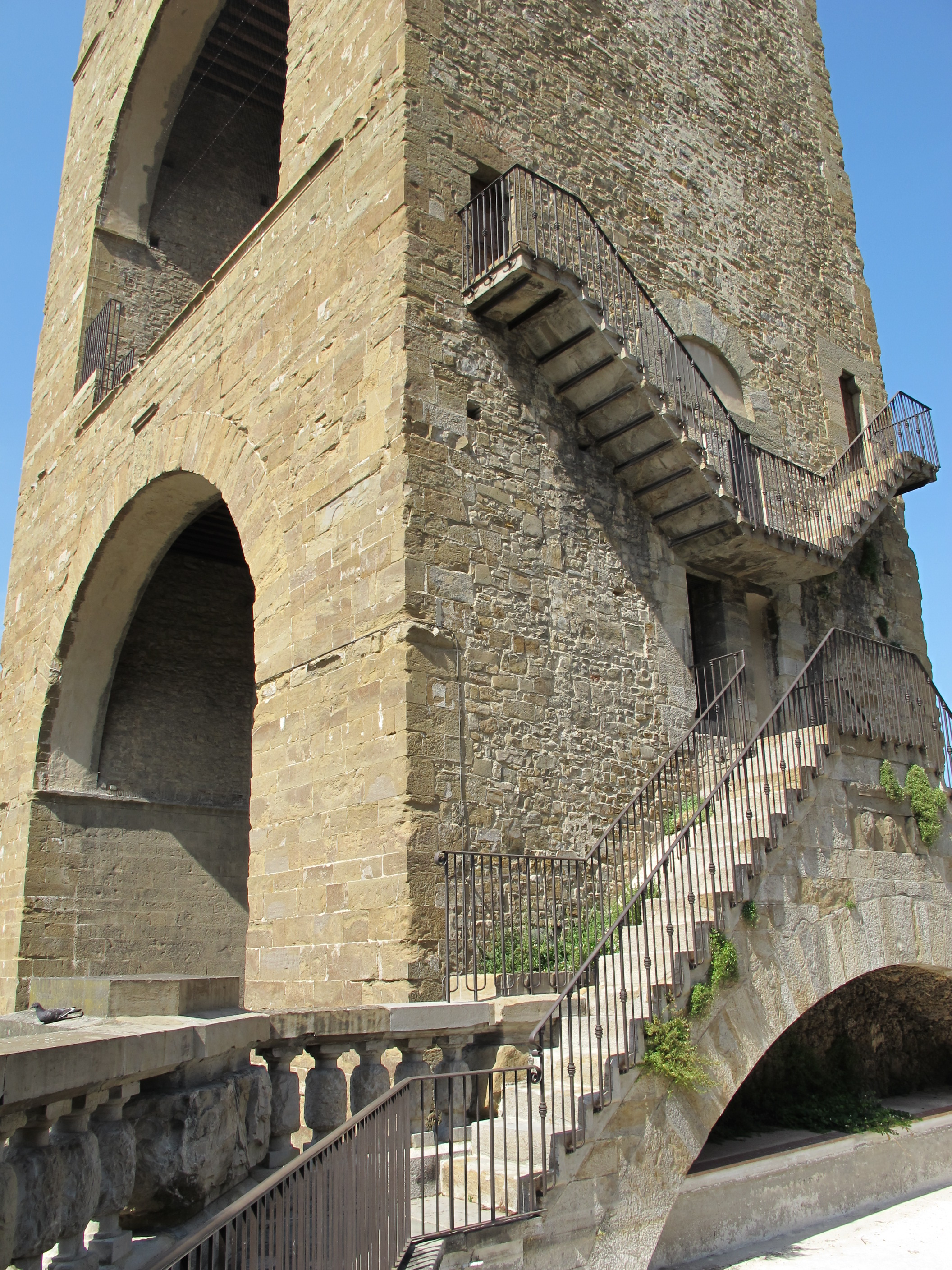
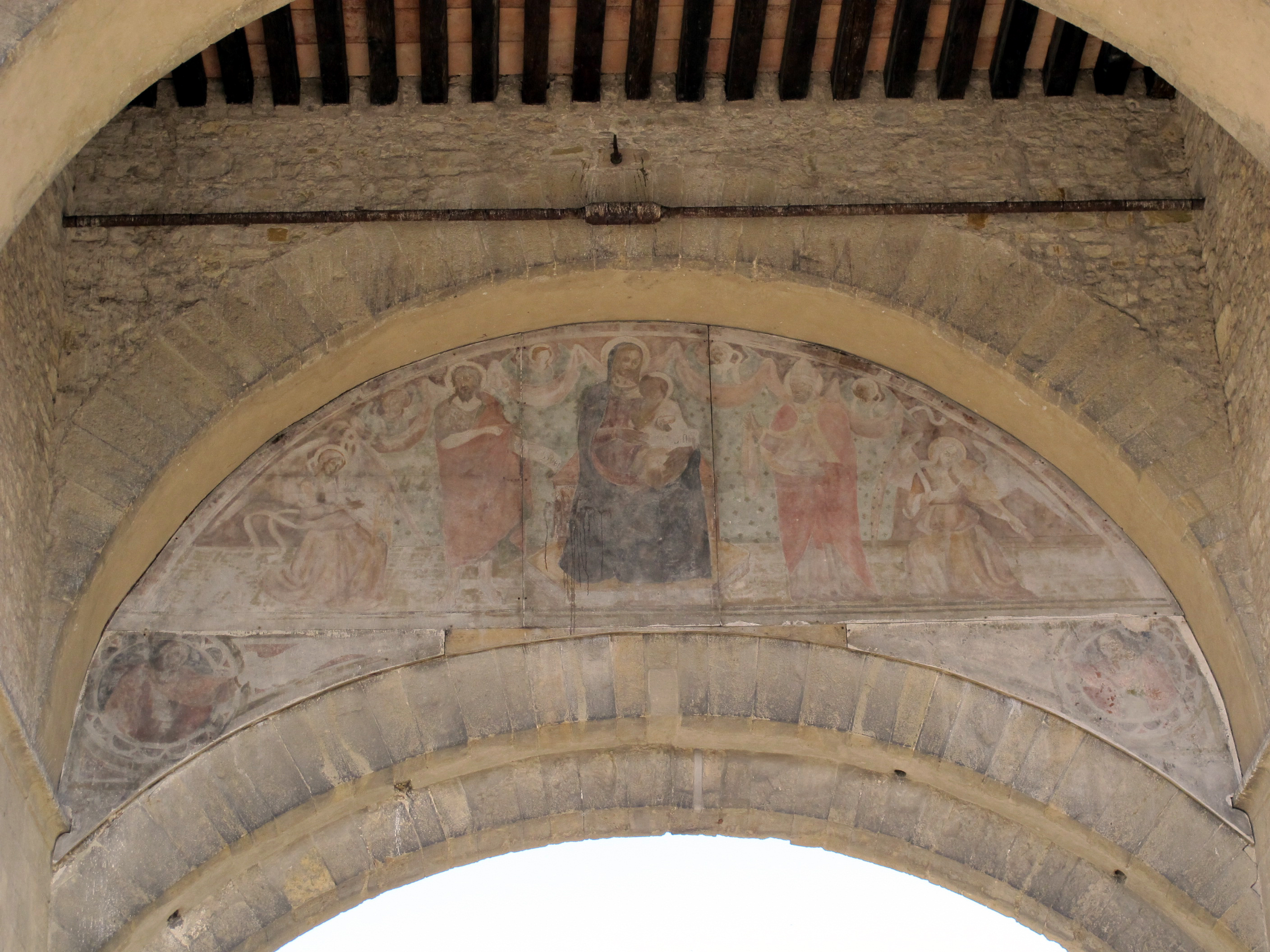